# Памгаген
Памгаген (нім. Pamhagen) — громада округу Нойзідль-ам-Зее у землі Бургенланд, Австрія.
Памгаген лежить на висоті  121 м над рівнем моря і займає площу  33,1 км². Громада налічує 1638 мешканців. 
Густота населення 49/км².  
|                                   |
| Памгаген на мапі округу та землі. |

 Адреса управління громади:  7152 Pamhagen. 

## Демографія
Історична динаміка населення міста за даними сайту Statistik Austria

## Виноски
1. ↑  Dauersiedlungsraum der Gemeinden Politischen Bezirke und Bundesländer - Gebietsstand 1.1.2018 — Статистичне управління Австрії.
2. ↑   www.gemeinde-pamhagen.at
3. ↑  Gemeindedaten von Pamhagen

| Австрія | Це незавершена стаття з географії Австрії. Ви можете допомогти проєкту, виправивши або дописавши її. |